# Portela da Azoia
Nota linguística: Com a entrada em vigor do Novo Acordo Ortográfico este topónimo passará a ser grafado Portela da Azoia.
A Portela da Azoia (pré-AO 1990: Portela da Azóia) é um bairro em Santa Iria de Azoia, da atual freguesia de Santa Iria de Azoia, São João da Talha e Bobadela, no município de Loures.
O bairro sofre de problemas de legalização de terrenos, sendo considerado um bairro ilegal há mais de 30 anos, desde o início dos anos 80. Trata-se pois de uma área urbana de génese ilegal, uma das maiores do município de Loures e uma das maiores da Europa.
O bairro tem uma área total de 105 ha (cerca de 2000 lotes e 2500 fogos), e as 16 Unidades de Gestão Territorial (UGT), que compõem o mesmo, estão a ser desenvolvidas pela Câmara Municipal de Loures, diretamente com todos os interessados e baseado nos compromissos antecedentes. Pretendemos operar a requalificação do território, concluir as obras de urbanização e concretizar/adquirir os espaços verdes e de equipamentos de utilização coletiva, necessários no bairro.

## Religião
A Igreja da Portela da Azoia foi construída pela população, que para juntar dinheiro efetuou peditórios, rifas, janeiras e visitas pascais. A 16 de Outubro de 1983 foi efectuada a bênção da cruz pelo Dom José da Cruz Policarpo. Houve votação por parte da população e ficou que a padroeira seria a Nossa Senhora do Rosário.

## Escolas
A Escola Nº 6 ou Escola Júlio Dinis ou Escola da AMUPA, foi construída no final dos anos 70, uma vez que, as escolas de Santa Iria de Azoia já não conseguiam corresponder às necessidades da população estudantil. A população lançou mãos à obra e construiu a escola. Assim, nos ano 1977/1978, a Escola Júlio Dinis, começou a funcionar.
A Escola Nº 5 de Santa iria de Azoia ou Escola Fernando Pessoa. Foi construída pelo ministério da educação nos inicios dos anos 80. Foi inaugurada em 1985/1986, para colmatar os muitos alunos que existiam na Portela da Azoia e não cabendo todos na escola nº 6.

## Associativismo
AMUPA - Associação de Melhoramentos e Urbanização da Portela da Azoia. Foi constituída no final dos anos 70, pelos primeiros moradores da Portela. Foi construída por um grupo de vizinhos, que necessitavam de um sítio para as crianças e jovens, onde eram oferecidas refeições aos que não tinham tempo ou possibilidades económicas. Em 01/01/1980 é constituída oficialmente. Era aqui que os moradores da Portela tratavam das formalidades para a tentativa de legalização do bairro. Tinham um salão e uma bar onde eram organizados bailes para se juntar dinheiro para os melhoramentos do bairro. Até à 4 anos atrás, era aqui que as pessoas iam votar, mas deixou de ter condições. Neste momento a AMUPA é propriedade da Camara Municipal de Loures.